# 拿戈瑪第

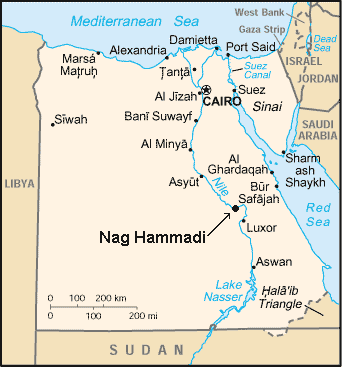
埃及城鎮拿戈瑪第

拿戈瑪第（阿拉伯語：‎）是埃及中部基纳省的一個城鎮，古代稱做Chenoboskion，位于卢克索西北约80千米，有三万左右居民。拿戈瑪第是一个富饶的地区，出产糖和铝。

## 拿戈瑪第經集
1945年12月当地一农民发现了一个被埋葬的陶罐，在里面发现了12部用皮革包裹的莎草纸法典以及第13部的部分页面。
拿戈瑪第這地方廣為人知，主要是因為在1945年12月，這裡有13個被密封在陶罐內，用皮革包裹的莎草紙翻頁書法典在這裡被當地的平民發現。其内容主要是諾斯底主義的论文，估计它们本来是收藏在附近的修道院里，但是后来諾斯底主義被判为异端后被埋藏在这里。
经集的语言是科普特语，但估计它们全部是从希腊语翻译过来的。其中最著名的是多馬福音，拿戈瑪第經集是唯一有其全篇的版本。